# 普雷斯顿·斯密·布鲁克斯

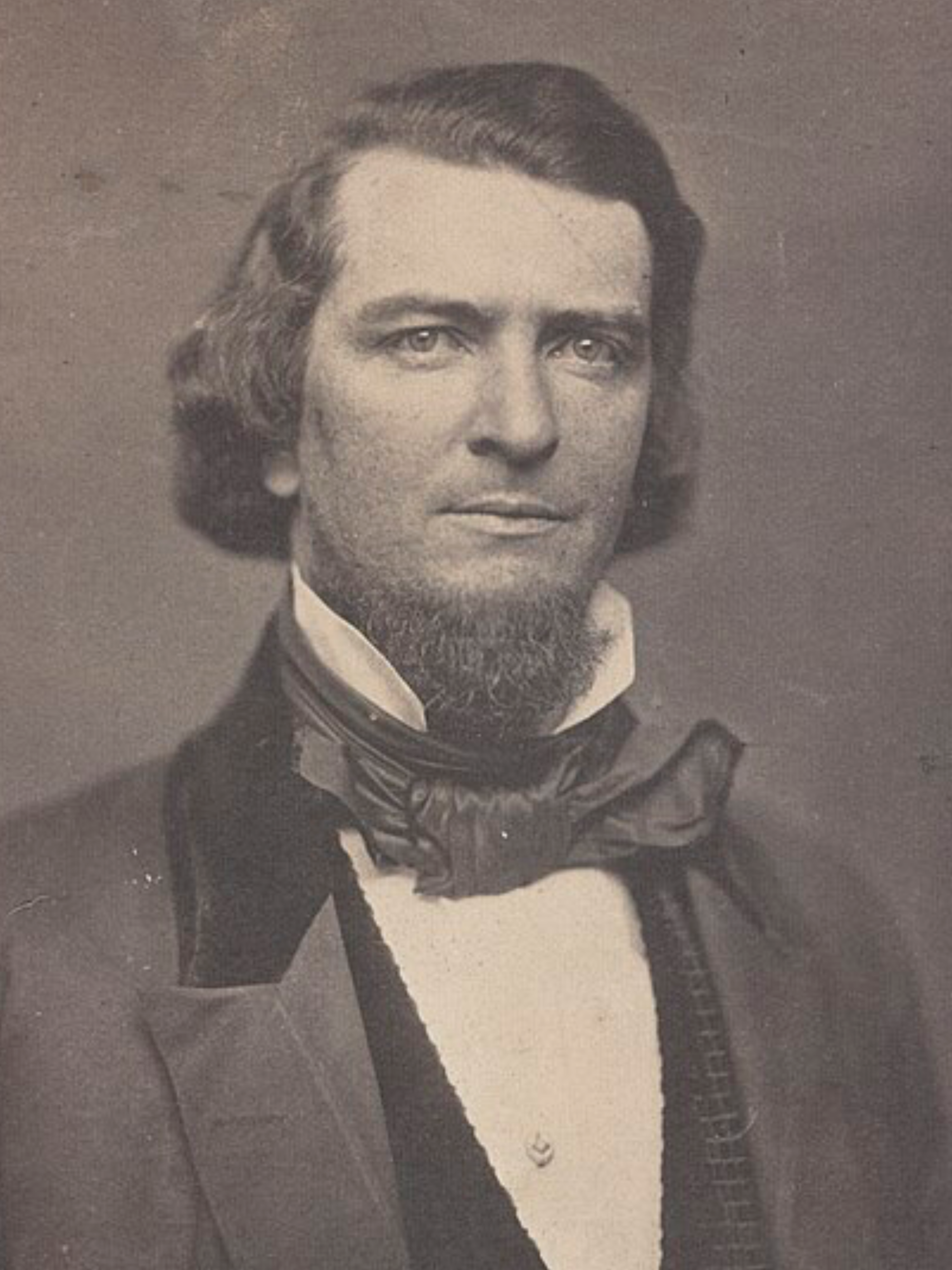
普雷斯顿·斯密·布鲁克斯

普雷斯顿·斯密·布鲁克斯（英語：Preston Smith Brooks，1819年8月5日—1857年1月27日），是民主党，南卡罗来纳州的众议员、美国众议院议员，1856年他袭击了马萨诸塞州的共和党参议员查尔斯·索姆奈，曾被认为是引发美国内战的导火索之一。